# Персона
Персона је појам који је дефинисао Карл Густав Јунг и под појмом Персоне је сматрао „маску“ која и покрива али и штити наше Ја. Јунг је овај појам „позајмио“ из грчке драме, где су глумци играли различите улоге и у складу са тим мењали маске које су у представама носили, а које су одражавале карактер односно особу коју су тумачили.
И ми у свом животу имамо различите улоге и формирамо различите аспекте Персоне, која нам олакшава да што успешније одиграмо те своје улоге.

## Настанак и развој Персоне

### Развој кроз живот
Персона се развија упоредо са развојем Ја, под утицајем учења, социјалне средине у којој особа одраста али и културе чији је део. Као комплекс, Персона поседује аутономију и није под потпуном контролом ега. У Персону се често склизне аутоматски, без свесне одлуке.

### Развој кроз историју
Почетак развоја Персоне код примитивног човека био је повезан са специјалним позицијама које су заузимали одређени чланови племена. Сваки члан племена имао је задатак да се понаша у складу са својом позицијом, своје понашање прилагођавао је улози коју је заузимао у заједници, тако да су карактеристике улоге врло често „срастале” уз особу.
Као пример за преузимање улоге Персоне могу послужити фигуре врача или поглавице. Обе фигуре истицале су се посебностима – посебним начином живота, посебним накитом, посебним изразом њихове улоге. Помоћу тих посебних спољашњих обележја, наглашавала се и њихова посебна улога – улога мага, некога ко познаје ритуалне тајне и ко је по томе значајно различит од осталих »обичних« припадника заједнице. Познато је да су примитивни народи користили и стварне маске које су при тотемским свечаностима служиле за издизање или промену личности, као и за друге ритуале (Jung, 1987).  
И данас различите професије препознајемо и по специфичним обележјима Персоне ( нпр. лекар и бели мантил).

## Функција Персоне
Персона помаже особи да успешно функционише у различитим социјалним и друштвеним ситуацијама. Она олакшава комуникацију и социјалну адаптацију. Међутим, нормална друштвена интеракција је олакшана само ако улоге Персоне добро пристају, односно када аутентично одсликавају способност Ја. Другим речима, уколико постоји велика разлика између Персоне и Ја, она ће бити ометајућа и не претерано функционална, имаће ограничавајући утицај на наше Ја. Особа може развити различите аспекте Персоне али је важно да све те улоге имају печат личног идентитета, јер уколико се нечије функционисање сведе искључиво на Персону, личност губи на аутентичности и целовитости.
Може се рећи да је персона вид прилагођавања сопственог идентитета, пре него усвајање личности несадржане у Ја, па није тешко закључити да је персона која је у потпуности формирана на основу улоге, а недовољно на основу Ја, заправо нефункционална. 

### Позитиван и негативан развој Персоне
Здраво Ја може мање или више успешно да усвоји различите манифестације Персоне, зависно од потреба дате ситуације. У различитим животним околностима и ситуацијама особа зависно од контекста и позиције користи различите улоге Персоне, и у том смислу она је флексибилна, за разлику од Сенке, која је толико сопствена да је просто имамо (Stein, 1983).
Адекватно успостављена Персона потребна је особи у комуникацији са спољашњим светом. Уз то, дефинисане улоге често олакшавају одређене комуникационе процесе, омогућавају брже, безболније и ефикасније улажење у неки специфичан однос. Поред олакшавања социјализације и комуникације, са друге стране Персона може и да представља упориште извесних застоја у процесу индивидуације.
Проблем настаје када Персона заузме доминантну позицију и тиме зароби психичку енергију која не може да се инвестира у несвесно, што доводи до застоја у индивидуацији. Особа може да психолошки стагнира, заробљена својом Персоном. Уколико се нађе пред изазовима који доводе у питање „савршеност” Персоне, човек се у процесу анализе или у свакодневном функционисању нађе у ситуацији избора, која појавно може да личи на слом или кризу дотадашњег модела функционисања, што отвара могућност даљег развоја – индивидуације или стагнације, односно регресивног  успостављања Персоне. Једноставније речено, особа под одређеним околностима може доћи у ситуацију да мења делове своје Персоне. Ово може бити и значајан развојни корак за ту особу, али услед тога што је она сада аутентичнија и мења неке аспекте свог понашања, може често бити у сукобу са захтевима средине. То што се ближе окружење „буни“ јер је особа променила неке облике свог понашања, не значи да она не иде у добром смеру и да се не развија, већ да се пореметила устаљена равнотежа и да сви учесници у односу морају помало да се промене
Могући застоји у развоју Персоне су: неразвијена Персона; неадекватна/неусклађена Персона и сувише велика стопљеност између Ја и Персоне -  тада се особа стално понаша у складу са улогом коју је највише усвојила. Ово такође може да успорава и кочи психолошки развој.

## Сенка и Персона
Веома је битно прихватити како садржаје Персоне, који се највише изражавају кроз его-идеале, тако и садржаје Сенке, који у већини случајева нису исто што и зло или деструкција (Jung, 1996). Кроз Сенку, човек може да упозна неке од садржаја који су за његово свесно Ја дуго били отцепљени, да пробуди креативност, покретачки дух, да прошири могућност различитих избора и да искорачи из замке детерминисаности скривеним садржајима Сенке (Henderson, 1990). Конфликт између опозитних садржаја, у овом случају између Сенке и Персоне, може произвести одређену кризу, али та криза може позитивно да се одрази на раст и развој личости, док симптом може значити и шансу за нови развојни изазов (Stein, 1998).
Понекад су садржаји Сенке и Персоне толико подвојени и непомирљиви да нема ни развоја ни интеграције, већ само осцилирања између ове две супротности. У неким случајевима Сенка остаје заробљена, неинтегрисана и неосвешћена, јер је его сувише слаб и нестабилан да би дошло до разумевања садржаја Сенке и комуникације са њима. Такве особе често развијају психосоматске проблеме, а неинтегрисани садржаји могу да постану телесни симптоми. Није реткост да особе развију и озбиљне психосоматске болести, које делимично можемо разумети и као манифестације садржаја Сенке.